# Cephalopterus
Genre
Cephalopterus est un genre d'oiseaux de la famille des Cotingidae.

## Liste des espèces
Selon la classification de référence du Congrès ornithologique international (version 6.4, 2016) :
- Cephalopterus glabricollis Gould, 1851 — coracine ombrelle
- Cephalopterus ornatus Geoffroy Saint-Hilaire, É, 1809 — coracine ornée
- Cephalopterus penduliger Sclater, PL, 1859 — coracine casquée